# Live Over Europe (album)
Ne pas confondre avec Live over Europe 2007 du groupe britannique Genesis.
Albums de Black Country Communion
2
(2011) Afterglow
(2012)
Live Over Europe est le premier album vidéo de Black Country Communion, paru en 2011. Le 28 février 2012, le groupe sort une version audio de cet album.

## Titres
| 1.  | Revolution of the Machine (intro)                                                    | Kevin Shirley, Jeff Bova                                                   | 1:45  |
| 2.  | Black Country                                                                        | Glenn Hughes, Joe Bonamassa                                                | 3:51  |
| 3.  | One Last Soul                                                                        | Hughes, Bonamassa                                                          | 4:01  |
| 4.  | Crossfire                                                                            | Hughes                                                                     | 6:32  |
| 5.  | Save Me                                                                              | Hughes, Jason Bonham, Bonamassa, Derek Sherinian, Shirley, Chris Blackwell | 8:08  |
| 6.  | The Battle for Hadrian's Wall                                                        | Bonamassa, Hughes, Shirley                                                 | 4:51  |
| 7.  | Beggarman                                                                            | Hughes                                                                     | 5:12  |
| 8.  | Faithless                                                                            | Hughes, Bonamassa, Shirley                                                 | 5:20  |
| 9.  | Song of Yesterday                                                                    | Bonamassa, Shirley, Hughes                                                 | 9:10  |
| 10. | I Can See Your Spirit                                                                | Hughes, Bonamassa, Shirley                                                 | 5:06  |
| 11. | Cold                                                                                 | Hughes, Bonamassa, Shirley                                                 | 7:56  |
| 12. | The Ballad of John Henry (de Joe Bonamassa)                                          | Bonamassa, Mississippi John Hurt                                           | 10:45 |
| 13. | The Outsider                                                                         | Hughes, Bonamassa, Shirley, Sherinian                                      | 5:21  |
| 14. | The Great Divide                                                                     | Hughes, Bonamassa                                                          | 4:47  |
| 15. | Sista Jane (inclut une outro de la chanson du groupe The Who Won't Get Fooled Again) | Hughes, Bonamassa, Pete Townshend                                          | 7:53  |
| 16. | Man in the Middle                                                                    | Hughes, Bonamassa, Shirley                                                 | 4:50  |
| 17. | Burn (du groupe Deep Purple)                                                         | Ritchie Blackmore, David Coverdale, Jon Lord, Ian Paice                    | 7:57  |
| 18. | Smokestack Woman (credits)                                                           | Hughes                                                                     | 5:10  |

| Album CD, disque un | Album CD, disque un               | Album CD, disque un | Album CD, disque un | Album CD, disque un | Album CD, disque un | Album CD, disque un | Album CD, disque un | Album CD, disque un | Album CD, disque un |
| No                  | Titre                             | Durée               |                     |                     |                     |                     |                     |                     |                     |
| ------------------- | --------------------------------- | ------------------- | ------------------- | ------------------- | ------------------- | ------------------- | ------------------- | ------------------- | ------------------- |
| 1.                  | Revolution of the Machine (intro) | 1:45                |                     |                     |                     |                     |                     |                     |                     |
| 2.                  | Black Country                     | 3:45                |                     |                     |                     |                     |                     |                     |                     |
| 3.                  | One Last Soul                     | 3:59                |                     |                     |                     |                     |                     |                     |                     |
| 4.                  | Crossfire                         | 6:31                |                     |                     |                     |                     |                     |                     |                     |
| 5.                  | Save Me                           | 7:52                |                     |                     |                     |                     |                     |                     |                     |
| 6.                  | The Battle for Hadrian's Wall     | 4:42                |                     |                     |                     |                     |                     |                     |                     |
| 7.                  | Beggarman                         | 4:59                |                     |                     |                     |                     |                     |                     |                     |
| 8.                  | Faithless                         | 5:14                |                     |                     |                     |                     |                     |                     |                     |
| 9.                  | Song of Yesterday                 | 9:11                |                     |                     |                     |                     |                     |                     |                     |
| 10.                 | I Can See Your Spirit             | 5:12                |                     |                     |                     |                     |                     |                     |                     |
| 53:10               |                                   |                     |                     |                     |                     |                     |                     |                     |                     |

| Album CD, disque deux | Album CD, disque deux                                                            | Album CD, disque deux | Album CD, disque deux | Album CD, disque deux | Album CD, disque deux | Album CD, disque deux | Album CD, disque deux | Album CD, disque deux | Album CD, disque deux |
| No                    | Titre                                                                            | Durée                 |                       |                       |                       |                       |                       |                       |                       |
| --------------------- | -------------------------------------------------------------------------------- | --------------------- | --------------------- | --------------------- | --------------------- | --------------------- | --------------------- | --------------------- | --------------------- |
| 1.                    | Cold                                                                             | 7:54                  |                       |                       |                       |                       |                       |                       |                       |
| 2.                    | The Ballad of John Henry (de Joe Bonamassa)                                      | 10:43                 |                       |                       |                       |                       |                       |                       |                       |
| 3.                    | The Outsider                                                                     | 4:49                  |                       |                       |                       |                       |                       |                       |                       |
| 4.                    | The Great Divide                                                                 | 4:41                  |                       |                       |                       |                       |                       |                       |                       |
| 5.                    | Sista Jane (inclut outro de la chanson du groupe The Who Won't Get Fooled Again) | 7:44                  |                       |                       |                       |                       |                       |                       |                       |
| 6.                    | Man in the Middle                                                                | 4:49                  |                       |                       |                       |                       |                       |                       |                       |
| 7.                    | Burn (de Deep Purple)                                                            | 7:59                  |                       |                       |                       |                       |                       |                       |                       |
| 48:48                 |                                                                                  |                       |                       |                       |                       |                       |                       |                       |                       |

## Musiciens
- Glenn Hughes – basse, chant
- Joe Bonamassa – guitare, chant
- Jason Bonham – batterie, choriste
- Derek Sherinian – claviers, synthétiseurs, orgue

## Production
- Kevin Shirley – production, mixage, notes d'accompagnement
- Warren Cracknell – ingénieur du son
- Jared Kvitka – ingénieur du son
- Josh De Jong – ingénieur Pro Tools

- Roy Weisman – producteur
- Philippe Klose – Direction de la vidéo
- Marcus Sweeney-Bird – photographie
- Dennis Friel – graphisme
- Christie Goodwin – photographie

## Classement

### Album vidéo
| Classements (2011)           | Meilleure position |
| ---------------------------- | ------------------ |
| Allemagne (Media Control AG) | 28                 |
| Norvège (VG-lista)           | 5                  |

### Album live
| Classements (2012)                        | Meilleure position |
| ----------------------------------------- | ------------------ |
| Belgique (Wallonie Ultratop)              | 100                |
| Royaume-Uni (UK Rock Albums Chart)        | 2                  |
| États-Unis (Billboard Hard Rock Albums)   | 23                 |
| États-Unis (Billboard Independent Albums) | 44                 |